# Grzegorz Tobiszowski

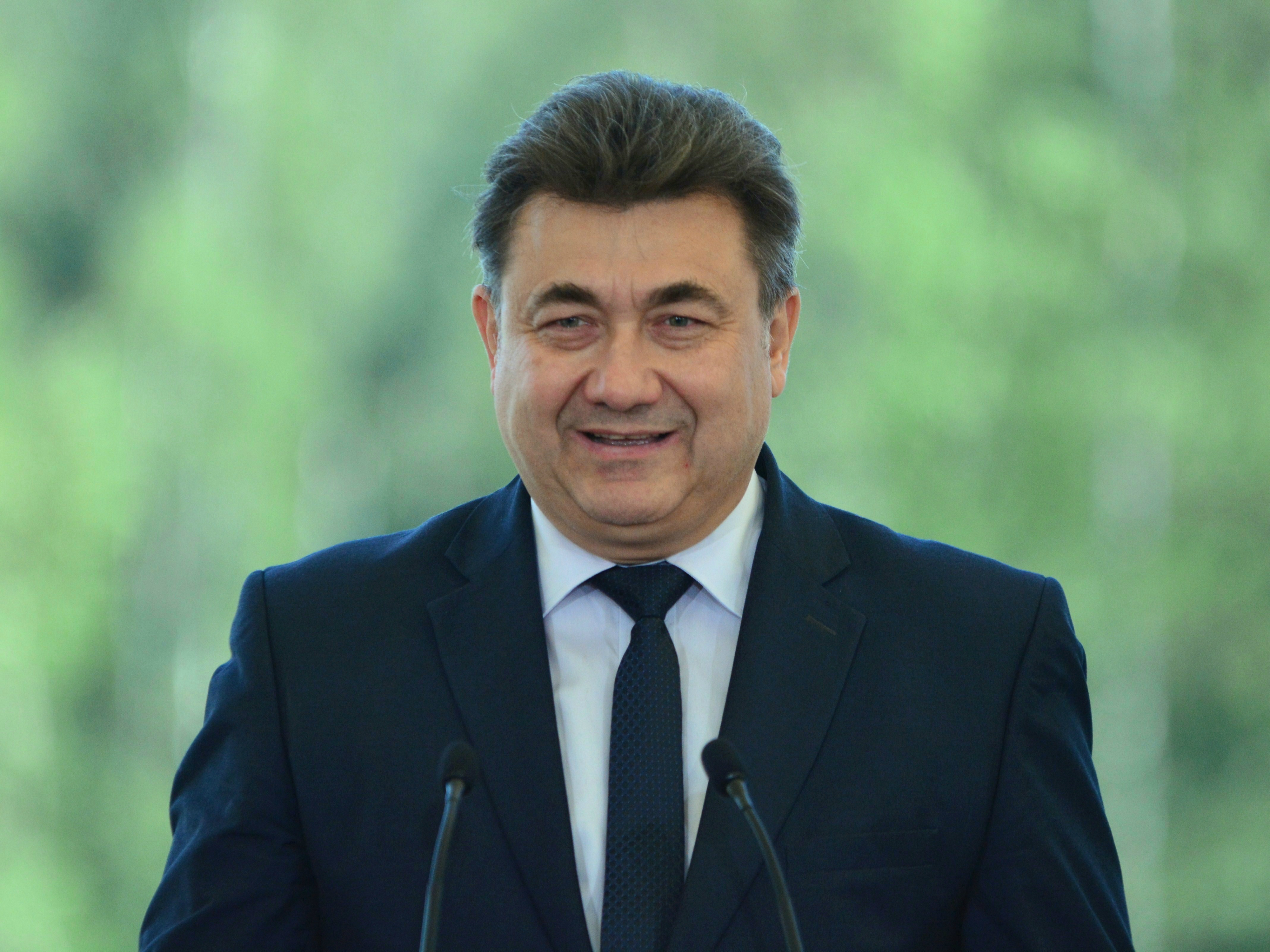
Grzegorz Tobiszowski (2017)

Grzegorz Tobiszowski (* 1. November 1965 in Ruda Śląska) ist ein polnischer Politiker und Soziologe. Er ist Mitglied der Partei Recht und Gerechtigkeit. Zuvor gehörte er in den 1990er Jahren der Wahlaktion Solidarność an.

## Leben
Grzegorz Tobiszowski war von 2005 bis 2019 Mitglied des Sejm und von 2015 bis 2019 Staatssekretär im Energieministerium. Bei der Europawahl 2019 wurde er ins Europaparlament gewählt. Im Europaparlament gehörte er der Fraktion Europäische Konservative und Reformer an.